# Agathe L. Van Beverwijk
Agathe Louise van Beverwijk (18 de septiembre de 1907 - 10 de julio de 1963) fue una micóloga y botánica holandesa. Pasó la mayor parte de su carrera en el Centraalbureau voor Schimmelcultures, donde fue directora desde 1958 hasta su muerte en 1963.

## Biografía
Agathe Louise van Beverwijk nació en Ámsterdam en 1907 y creció en el centro de la ciudad. Asistió a la Universidad de Ámsterdam desde 1925 hasta 1930 y estudió biología, centrándose en los campos de la botánica, la zoología y la geología. Después de graduarse, asumió el puesto de profesora de biología en una escuela secundaria y, al cabo de unos años, la dejó para realizar investigaciones sobre cultivo de tejidos en el Instituto Holandés del Cáncer en Ámsterdam. Sin embargo, se oponía a la experimentación con animales que requería su puesto, por lo que dejó el puesto.  Después de un año de estudiar inglés y recibir su diploma en enseñanza, comenzó a enseñar biología en la Escuela Internacional de Cuáqueros en Ommen. 
En 1944, cuando cerró la Escuela Internacional de Cuáqueros, van Beverwijk se mudó a Baarn, donde trabajó para la Centraalbureau voor Schimmelcultures (Oficina Central de Cultivos Fúngicos). Inicialmente ayudó y colaboró con la directora del instituto, Johanna Westerdijk, pero van Beverwijk permaneció allí durante el resto de su carrera y ella misma fue nombrada directora en 1958. Trabajó principalmente en la identificación de hongos de los géneros Fusarium, Pythium y Phytophthora. Su principal interés era un subtipo aeroacuático de oomicetos y publicó numerosos artículos sobre estas especies.  Una especie, Vanbeverwijkia spirospora, recibió su nombre en 1961 por VV Agnihothrudu en reconocimiento a sus contribuciones a la comprensión de los hifomicetos helicosporosos.   El micólogo francés Grégoire L. Hennebert nombró a Spirosphaera beverwijkiana en su honor. Van Beverwijk era miembro de la Sociedad Micológica Británica y de la Sociedad Micológica de América. Estudió durante dos meses en 1946 en el Instituto Micológico Internacional de Kew y pasó un tiempo en París en 1948 estudiando con Maurice Langeron y Emile Rivalier. Realizó una gira por instituciones micológicas en Estados Unidos en 1957. Van Beverwijk murió en 1963 mientras estaba de vacaciones en los Alpes austríacos. 
- La abreviatura «Beverw.» se emplea para indicar a Agathe L. Van Beverwijk como autoridad en la descripción y clasificación científica de los vegetales.[4]

## Otras lecturas
- Schol-Schwarz, M. B. (1963). «Agathe Louise van Beverwijk». Netherlands Journal of Plant Pathology 69 (6): 297. ISSN 0028-2944. doi:10.1007/BF01989400.